# Liza Essers
Liza Essers là chủ sở hữu và giám đốc của Goodman Gallery ở Nam Phi, được thành lập vào năm 1966.

## Sự nghiệp
Sau khi nhận bằng Cử nhân Thương mại về Kinh tế, Essers làm việc với tư cách là nhà tư vấn chiến lược cho công ty dịch vụ chuyên nghiệp hàng đầu thế giới Accenture cũng như vốn cổ phần tư nhân, nơi cô nổi bật trong lĩnh vực thương mại và tài chính của Nam Phi.
Trước khi mua Goodman Gallery vào năm 2008, Essers là một cố vấn nghệ thuật độc lập và là người phụ trách chuyên về khái niệm, phát triển và sản xuất các dự án phim ảnh và nghệ thuật thị giác. Cô cũng là nhà sản xuất đồng điều hành của bộ phim Nam Phi, Tsotsi (2005), bộ phim châu Phi đầu tiên giành được giải Oscar (Ảnh ngoại ngữ xuất sắc nhất, 2006). Cô cũng bắt đầu một loạt phim tài liệu về nghệ thuật đương đại của Nam Phi, tính năng đầu tiên là William Kentridge và Marlene Dumas trong cuộc trò chuyện.

## Phòng trưng bày Goodman
Vào đầu những năm 30, Essers đã làm việc như một nhà sản xuất phim và nhà quản lý độc lập. Mối quan tâm của cô đối với việc làm phim tài liệu đến từ sự gần gũi với nghệ thuật đương đại. Niềm đam mê của cô đối với nghệ thuật đương đại bắt nguồn từ khả năng của mình để thay đổi xã hội. Trong một cuộc phỏng vấn, Essers đã ghi nhận những kinh nghiệm của mình như là nguồn cảm hứng cho mong muốn của cô "làm việc trong thế giới nghệ thuật đương đại với các nghệ sĩ làm công việc có thể ép buộc thay đổi trong suy nghĩ."